# Horistomyia oxycantha
Horistomyia oxycantha är en tvåvingeart som beskrevs av Alexander 1966. Horistomyia oxycantha ingår i släktet Horistomyia och familjen småharkrankar. Inga underarter finns listade i Catalogue of Life.